# Dieta Ornisha
Dieta Ornisha – stworzona w 1977 r. przez dr Deana Ornisha z University of California, San Francisco niskotłuszczowa laktoowowegetariańska dieta, ograniczająca produkty wysokotłuszczowe, cukry rafinowane, produkty wysokoprzetworzone i białko zwierzęce poprzez grupowanie produktów w pięć grup od najzdrowszych (gr. 1) do najmniej zdrowych (gr. 5).
Oprócz zmiany nawyków żywieniowych, ważnymi elementami towarzyszącymi diecie są aktywność fizyczna, unikanie stresu i wzmacnianie relacji społecznych.